# Джи Кар
Джи Кар (на английски: G'Kar) е измислен герой от научнофантастичния сериал Вавилон 5. Той е посланик на Режима на Нарн през първите два сезона на сагата, след което е лишен от поста си, поради завладяването на родната му планета от Сентарите. Джи Кар израства по време на първата Сентарийска окупация, а баща му е убит от нашествениците, когато дипломатът е още дете. След като народът му е поробен, той се превръща в легендарен борец за свобода и идол за Нарните.
Известна реплика на героя:
- Джи Кар пред Съвета на Вавилон 5 при напускането на поста си като посланик:
- „Никой диктатор, никой завоевател не може да да държи един народ поробен вечно. Няма по-велика сила във вселената от нуждата за свобода. На тази сила не могат да устоят нито правителства, нито тирани, нито армии. Сентарите научиха този урок веднъж. Ще ги накараме да го научат отново. Може да ни отнеме хиляда години, но ще бъдем свободни!“
- „Мислите ни формират вселената. Те винаги имат значение.“